# الحقبة الجميلة

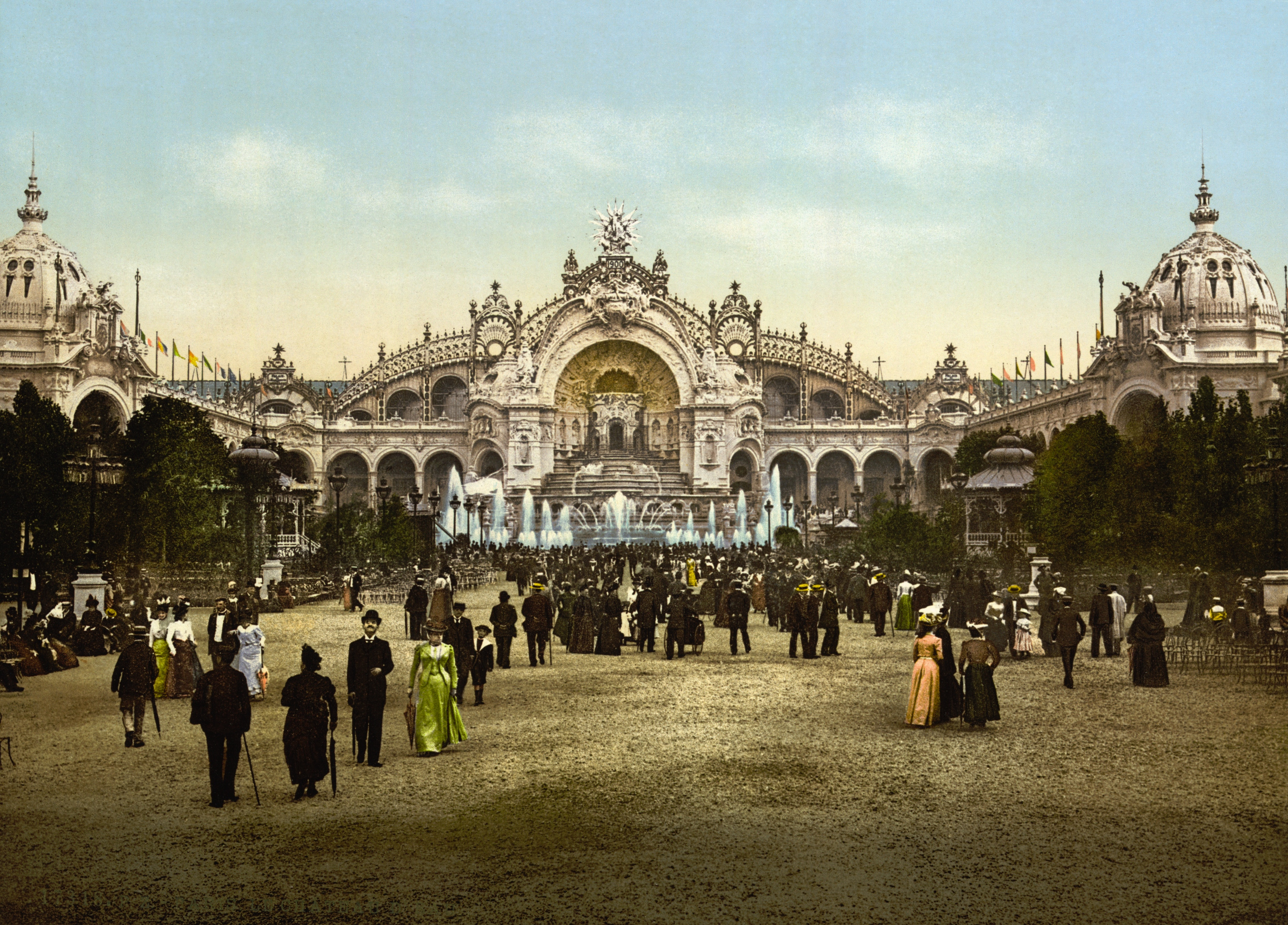
صورة توضيحية لفترة زمنية معينة (الحقبة الجميلة)

الحقبة الجميلة (بالفرنسية: La Belle Époque) هو المصطلح الذي يطلق غالبًا على فترة من التاريخ الفرنسي والأوروبي، والتي يرجع تاريخها عادةً إلى الفترة ما بين 1871-80 واندلاع الحرب العالمية الأولى في عام 1914. حدثت تلك الفترة في عهد الجمهورية الفرنسية الثالثة، وهي فترة اتسمت بالتفاؤل والسلام الإقليمي والازدهار الاقتصادي والتوسع الاستعماري والابتكارات التكنولوجية والعلمية والثقافية. في ذلك العصر من المناخ الثقافي والفني في فرنسا (لا سيما داخل باريس)، ازدهرت الفنون بشكل ملحوظ، حيث اكتسبت العديد من روائع الأدب والموسيقى والمسرح والفنون المرئية اعترافًا واسعًا.
سميت الحقبة الجميلة بهذا الاسم في وقت لاحق، عندما بدأت تعتبر «العصر الذهبي» لأوروبا القارية على عكس أهوال الحرب العالمية الأولى. كانت فترة حيث، وفقًا للمؤرخ روبرت بالمر: «حققت الحضارة الأوروبية أعظم قوتها في السياسة العالمية، كما مارست أقصى تأثير لها على الشعوب خارج أوروبا».